# Kenneth III av Skottland
Kenneth III av Skottland (gaeliska: Cináed mac Duib), död 25 mars 1005, kung av Skottland 997-1005, brorson till Kenneth II.
Kenneth III blev kung 997, härjade i Cumberland och stupade i ett inbördeskrig 1005. 